# Arto Hanni
Pour les articles homonymes, voir Arto (homonymie).
Arto Hanni est un joueur de volley-ball finlandais né le 29 mai 1973 à Rovaniemi. Il mesure 1,88 m et joue passeur.

## Clubs
| Club               | Pays      | De        | À         |
| ------------------ | --------- | --------- | --------- |
| KuPS-Volley Kuopio | Finlande  | 1995-1996 | 1996-1997 |
| Nordhausen         | Allemagne | 1997-1998 | 1997-1998 |
| MTV Näfels         | Suisse    | 1998-1999 | 1998-1999 |
| Cagliari           | Italie    | 1999-2000 | 1999-2000 |
| Fano               | Italie    | 2000-2001 | 2000-2001 |
| Padoue             | Italie    | 2001-2002 | 2001-2002 |
| Malaga             | Espagne   | 2002-2003 | 2002-2003 |
| Napa Rovaniemi     | Finlande  | 2003-2004 | 2003-2004 |
| Parme (j.m.)       | Italie    | 2003-2004 | 2003-2004 |
| SSK Ankara         | Turquie   | 2004-2005 | 2007-2008 |

## Palmarès
- Championnat de Suisse : 1999
- Championnat de Finlande : 1996, 1997
- Coupe de Finlande : 1996